# 런 올 나이트
《런 올 나이트》(영어: Run All Night)는 2015년 개봉한 미국의 액션 영화이다. 리엄 니슨, 조엘 키너먼, 에드 해리스, 코먼 등이 출연하였다. 앞서 《언노운》(2011)과 《논스톱》(2014)에서 함께 했던 리엄 니슨과 자우메 코예트세라 감독의 세 번째 협업작이다.

## 줄거리
지미는 과거 아일랜드계 조직에서 숀을 두목으로 모시며 청부 살인 일을 했으며 아들 마이크와 사이가 소원하다. 마이크는 전직 권투 선수로, 현재는 트레이너이자 쇼퍼로 일하는 중이다.
어느 날 마이크는 리무진 쇼퍼 일을 하다가 숀의 아들 대니가 살인을 저지른 현장을 목격한다. 대니는 증인을 없애기 위해 마이크를 제거하려 든다. 마침 대니가 마이크에게 총구를 겨눈 상황을 포착한 지미는 마이크를 살리기 위해 선수를 쳐 대니에게 총알을 박는다. 이후 부자는 대니의 죽음에 복수하려는 숀에게 쫓기기 시작한다.

## 출연진
- 리엄 니슨 - 지미 “더 그레이브디거” 컨랜 역
- 조엘 키너먼 - 마이클 “마이크” 컨랜 역
- 에드 해리스 - 숀 매과이어 역: 지미의 옛 두목.
- 코먼 - 앤드루 프라이스 역: 숀이 고용한 암살범.
- 빈센트 도노프리오 - 존 하딩 형사 역
- 보이드 홀브룩 - 대니 매과이어 역: 숀의 아들.
- 퍼트리샤 컬렘버 - 로즈 매과이어 역
- 브루스 맥길 - 팻 멀린 역
- 제너시스 로드리게스 - 가브리엘라 컨랜 역
- 맬컴 굿윈 - 콜스턴 순경 역
- 보 냅 - 키넌 보일 역
- 로이스 스미스 마거릿 컨랜 역: 지미의 어머니.
- 오브리 조지프 - 커티스 “레그스” 뱅크스 역: 마이크의 멘티.
- 닉 놀티 - 에디 컨랜 역: 지미의 형.

## 기타 제작진
- 총괄 제작: 스티븐 므누신, 존 파워스 미들턴
- 협력 제작: 레이 퀸런
- 배역: 어맨다 매키, 캐시 샌드리치 겔펀드
- 미술: 샤론 시모어
- 세트: 크리스 히오니스
- 의상: 캐서린 마리 토머스
- 분장팀: 토드 클라이치, 마저리 듀랜드
- 헤어: 앨런 댄제리오
- 특수 효과: 제프 브링크
- 시각 효과: 미첼 S. 드레인, 데이비드 헤러스, 짐 라이더
- 조감독: 줄리언 월